# Ричард Роджърс
Ричард Роджърс (на английски: Richard Rogers) e английски архитект, който заедно с Ренцо Пиано и Норман Фостър създава стила „хайтек“. Носител на Praemium Imperiale и на наградата „Прицкер“. Кралицата на Великобритания му дава титлата барон (Baron Rogers of Riverside). Удостоен е и с ордена на Почетния легион през 1986 г., посветен е в рицарство през 1991 г. и става пожизнен пер през 1996 г.

## Биография и творчество
Роден е на 23 юли 1933 г. в италианския град Флоренция. Следва в Архитектурното училище в Лондон, след което с Норман Фостър продължава в Йейлския университет. Заедно създават архитектурното бюро „Team 4“, в което работят и съпругите им Сю Роджърс и Уенди Чисман. През 1967 г. се разделят. Роджърс се присъединява към Ренцо Пиано, който печели конкурса за строежа на Центъра „Жорж Помпиду“ в Париж през 1971 г. Тази сграда се превръща в манифест на нов стил. Тя е и емблема на запазената марка на Роджърс с това, че в нея той извежда инженерните системи (водоснабдяване, отопление, вентилация, стълбища и асансьори) в екстериора, освобождавайки така целия интериор и вътрешните помещения.
Ричард Роджърс оглавява компанията „Rogers Stirk Harbour Partners“ (в началото „Richard Rogers Partnership“), която основава през 1977 г. Компанията има офиси в Лондон, Барселона, Мадрид, Ню Йорк и Токио. „Rogers Stirk Harbour Partners“ изпълнява най-известните проекти на Ричард Роджърс – седалището на застрахователната компания „Lloyd’s of London“ в Лондон (1979–1984), Европейския съд по правата на човека в Страсбург (1984), залата Милениум доум в Лондон (1999), проекта за възстановяване на Световния търговски център в Ню Йорк.
През 2007 г. получава наградата „Прицкер“ за цялостно творчество.

## Важни проекти
- 2005 – Мадридското летище „Барахас“
- 1999 – Милениуим Доум в Лондон
- 1984 – Сградата на Лойдс в Лондон
- 1977 – Центърът „Жорж Помпиду“ в Париж

- Седалище на компанията „Лойд“ в Лондон
- Милениум Доум в Лондон
- Мадридското летище „Барахас“
- Площад „Игор Стравински“ в Париж със сградата на Института за акустично-музикални изследвания (в дъното)
- Седалище на „Канал 4“ в Лондон
- Сграда на Европейския съд по права на човека, Страсбург